# Lussemburgo ai Giochi della XIX Olimpiade
Il Lussemburgo partecipò ai Giochi della XIX Olimpiade che si sono svolti a Città del Messico dal 12 al 27 ottobre 1968, con una delegazione di cinque atleti impegnati in altrettante discipline: atletica leggera, ciclismo, nuoto, scherma e tiro. Fu la dodicesima partecipazione del Granducato ai Giochi estivi. Non fu conquistata nessuna medaglia.